# Misia (piosenkarka)
Misia (jap. ミーシャ Mīsha; ur. 7 lipca 1978 w Ōmuri), zapis stylizowany: MISIA – japońska piosenkarka, autorka tekstów oraz producentka muzyczna. 

## Dyskografia
- Mother Father Brother Sister (1998)
- Love Is the Message (2000)
- Marvelous (2001)
- Kiss in the Sky (2002)
- Mars & Roses (2004)
- Singer for Singer (2004)
- Ascension (2007)
- Eighth World (2008)
- Just Ballade (2009)
- Soul Quest (2011)
- Misia no Mori: Forest Covers (2011)